# P.C. Hooftlezing
De P.C. Hooftlezing was tussen 1991 en 1998 een jaarlijkse lezing, vernoemd naar de dichter Pieter Corneliszoon Hooft. De lezingen, georganiseerd door de letterenfaculteit van de Universiteit van Amsterdam, werden gehouden in de aula van de universiteit, met uitzondering van de laatste, die plaatsvond in De Rode Hoed. 
De eerste lezing werd ingeleid door Herman Pleij met een rede over de positie van de faculteit. Na de zesde lezing werd de naam gewijzigd in P.C. Hooftrede.
De acht redes zijn, telkens met een omslagontwerp van Erik Cox, uitgegeven door Vossiuspers AUP.

## Lezingen
1. 24 oktober 1991: Kees Ruijgh, Van Siamese tweeling naar gescheiden leden. Oudgriekse taalkunde in de Letterenfaculteit.
2. 17 december 1992: Evert van Uitert, Ironie in de beeldende kunst.[3]
3. 09 december 1993: Maarten Brands, 'History hits back'. Over de overschatting van woord en tekst; over de limieten van tolerantie.[4]
4. 08 december 1994: Eddy Grootes,  'De hurzel in 't hooft des graauws': oproerverbeelding bij P.C.Hooft.
5. 14 december 1995: Anne Baker, Kinderverhalen, geen sprookjes.
6. 09 januari 1997: Bram Kempers, Ruysch en Erasmus in Rome.
7. 29 januari 1998: Pieter de Meijer, Vertellen in de Italiaanse Renaissance. De novelle in de Orlando Furioso.
8. 21 september 1998: Frank van Vree, De scherven van de geschiedenis. Over crisisverschijnselen in de hedendaagse historische. cultuur